# Tofsen (TV-serie)
Tofsen är en svensk TV-serie på tre avsnitt i regi av Vilgot Sjöman med Marie Göranzon i huvudrollen. Serien visades i TV1 med start 26 september 1977.

## Rollista
- Marie Göranzon – Siv, "Tofsen"
- Birgitta Andersson – Lillemor
- Mona Andersson – Magda
- Kjell Bergqvist – Ralph
- Olof Bergström – Torsten
- Hans Ernback – Eskil
- Helene Friberg – Camilla
- Niklas Rygert – Pettersson